# Pakruojo Futbolo Klubas
FK Pakruojis é um clube de futebol lituano da cidade de Pakruojis. Operado de 1949 a 1963. Atenção! Não misture com FK Kruoja e FC Pakruojis.